# Хотояха
Хотояха (устар. Хото-Яха) — река в России, протекает по Пуровскому району Ямало-Ненецкого АО. Устье Хотояхи находится на 161-м км правого берега реки Пур. Длина реки составляет 18 км.

## Данные водного реестра
По данным государственного водного реестра России относится к Нижнеобскому бассейновому округу, водохозяйственный участок реки — Пур, речной подбассейн реки — Подбассейн отсутствует. Речной бассейн реки — Пур.
Код объекта в государственном водном реестре — 15040000112115300061258.